# 808 Mafia
Gli 808 Mafia sono un collettivo di produttori trap statunitensi formatosi ad Atlanta, in Georgia, all'inizio del decennio 2010 e sono tutt'ora attivi. I membri fondatori del collettivo sono i produttori Lex Luger, TM88 e Southside, attualmente il capo del gruppo. Il gruppo prende il nome dalla drum machine "TR-808", contenente suoni comuni della trap come il tipo di basso 808.
Sono stati il collettivo di produttori più influente del decennio 2010, prendendo parte alla nascita del genere trap e collaborando con artisti come Future, Young Thug, 21 Savage, Metro Boomin, Lil Uzi Vert e Gucci Mane.

## Storia
Gli 808 Mafia sono stati fondati nell'anno 2010 quando il rapper Waka Flocka Flame ha avuto l'idea di un team di produzione, composto dai suoi frequenti collaboratori Lex Luger e Southside. Il gruppo si espanse rapidamente, aggiungendo una serie di produttori emergenti e affiliati, e attualmente ha un contratto con l'etichetta di Flame, Brick Squad Monopoly.
Il gruppo ha pubblicato il suo mixtape strumentale omonimo di debutto nel 2012, ospitato da Trap-A-Holics. Il mixtape è stato prodotto ed è servito come introduzione a 5 dei suoi membri: TM88 (accreditato come Trackman), Be-Bop, Purps, Bobby Beats e Tarentino. Un sequel chiamato 808 Mafia II è stato annunciato per il 21 dicembre 2012, ma è stato poi ritardato più volte. Nel marzo 2013, un trailer del nastro è stato pubblicato sul canale YouTube della squadra. 808 Mafia II è uscito il 23 aprile 2013 tramite LiveMixtapes. È stato condotto da Trap-A-Holics, DJ Scream e DJ Drama e presenta la produzione di Southside, TM88, Purps, Tarentino, Fuse, Chris Fresh, King Trice, OG Taxx e Be Bop.
Nel 2015, il rapper Ken Carson entrò nel collettivo come rapper dopo aver conosciuto il produttore TM88.